# Beauvoir, Yonne
Beauvoir är en kommun i departementet Yonne i regionen Bourgogne-Franche-Comté i norra Frankrike. Kommunen ligger i kantonen Toucy som tillhör arrondissementet Auxerre. År 2022 hade Beauvoir 394 invånare.

## Befolkningsutveckling
Antalet invånare i kommunen Beauvoir
| Referens: INSEE |